# 中国人民解放军海军大连舰艇学院
38°52′42.6″N 121°39′46.4″E / 38.878500°N 121.662889°E
中国人民解放军海军大连舰艇学院，简称海军大连舰艇学院，本部位于辽宁省大连市，隶属中国人民解放军海军，是培养海军水面舰艇技术、指挥干部、海洋测绘工程技术干部、海军政工干部的初级指挥院校。

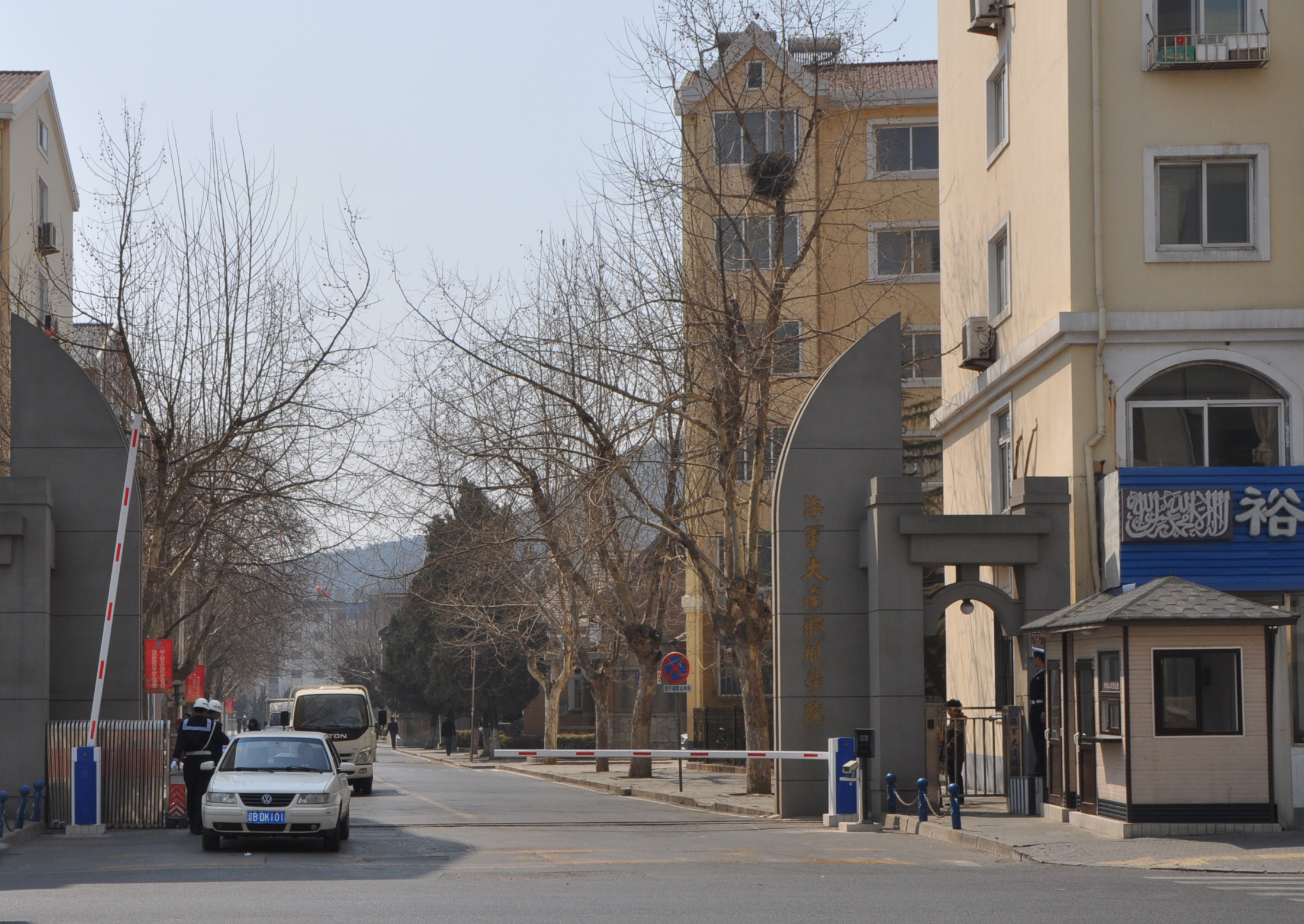
中国人民解放军海军大连舰艇学院校园

## 沿革

### 中国人民解放军海军大连舰艇学院
- 1949年春，中華民國海軍重慶號巡洋艦宣布起义，投向中国人民解放军，遭中華民國空軍飞机轰炸，奉命自沉葫芦岛港。
- 1949年，辽西军区机关（部分）、重庆舰人员组建临时性质的中国人民解放军安东海军学校（安东海校），位于安东（今丹东市），原“重庆”号舰长邓兆祥任校长，辽西军区朱军任政委。
- 1949年11月22日，中央军委根据张学思的报告，批准以安东海军学校为基础，在大连老虎滩成立中国人民解放军海军学校，提出“学习苏联经验，办正规海军学校”方针，任命海军司令员萧劲光为校长兼政委，张学思为副校长兼副政委并主持工作，李东野为政治部主任。这是中国人民解放军最早的海军学校[3][4][5][6]。
- 1950年2月1日，中国人民解放军海军学校（大连海军学校）正式开学[5][6]。初设航海指挥系、机械工程系、预科[6]。
- 1950年12月19日，航海指挥系扩建为第一分校、机械工程系扩建为第二分校，总校辖专科大队、舰艇大队[6]。
- 1952年9月6日，更名中国人民解放军第一海军学校。学校本科学制由两年、三年改成四年，开始招收高中毕业生[5][6]。
- 1954年4月11日, 中国人民解放军总参谋部命令撤销第一海军学校机构, 第一海军学校第一分校（即指挥分校）独立，组建为新的中国人民解放军第一海军学校[6]。
  - 第一海军学校第二分校（即机械分校）同时独立，建立中国人民解放军第二海军学校，后为中国人民解放军海军工程大学[6]。
- 1957年9月23日，更名中国人民解放军海军指挥学校[5][6]。
- 1970年3月31日，更名中国人民解放军第一海军学校，执行军级权限[6]。
- 1975年4月14日，更名中国人民解放军海军水面舰艇学校[6]。
- 1978年1月1日，更名中国人民解放军海军第一水面舰艇学校[6]。
- 1983年7月7日，更名中国人民解放军海军水面舰艇学院[6]。
- 1986年7月，更名中国人民解放军海军大连舰艇学院[5]。
- 1999年6月，经中央军委批准，海军政治学院并入，组成海军大连舰艇学院政治系[5]。
- 2016年至2017年，在深化国防和军队改革中，海军大连舰艇学院保留[7]。

### 中国人民解放军海军政治学院
中国人民解放军第三海军学校
- 1950年8月24日，中央军委指示，以安东海军学校干部训练队为基础，在青岛组建海军舰艇学校[8]。1950年9月27日，海军副司令员王宏坤宣布，中国人民解放军海军舰艇学校正式成立。驻青岛市莱阳路8号原德国海军军官俱乐部、国民党海军军官学校址。校长邓兆祥，政委朱军，副政委石烽，教育长田松，政治部主任何明智，副教育长张朝忠。
- 1951年3月2日，更名中国人民解放军海军快艇学校。
- 1952年9月6日，更名中国人民解放军第三海军学校。
- 1953年10月，移驻威海市刘公岛[8]。
- 1957年，迁回青岛市。

中国人民解放军第五海军学校
- 1949年8月15日，华东军区以第三十军、第三十五军的直属机关与部队部分人员、华东军区海军训练团为基础，并吸收“重庆”舰起义人员一部分，组建中国人民解放军华东军区海军学校（华东海校），驻南京挹江门国民政府海军总司令部旧址（今南京市中山北路246号，亦为江南水师学堂旧址），负责培养陆军转入海军人员、新参军的青年知识分子、国民党起义的尉级以下人员。华东军区海军司令员兼政委张爱萍兼任校长、政委[9]。这是中国人民解放军海军史上建立的第二所院校。
- 不久，第三十五军教导团并入，组建华东军区海军学校第四大队，驻安徽安庆。
- 华东海校第6大队原驻于南京狮子山下，因校舍不够而选定由南京军管会接管的原国立安徽大学安庆校园为第四大队校舍所在地。1949年12月，华东海校第6大队搬迁到安庆百子桥校园。
- 1950年8月，华东军区海军学校调归军委海军建制[9]。
- 1950年12月29日，借鉴苏联海军的建设经验，扩建为中国人民解放军海军联合学校（海军联校），隶属军委海军[9]。校长夏光（原第三十军参谋长），政委孔繁彬（原第三十五军政治部主任）。将下属原7个大队改编为4个分校：
  - 第一分校（兵器分校）：驻南京兴中门狮子山下[9]。校长李少亭，政委邓复生（后更名巫复生）；
  - 第二分校（机械分校）：驻南京挹江门[9]。校长李锐，政委李荣彩；
  - 第三分校（通信分校）：在安庆的华东海校第6大队改建，驻安徽安庆[9]。政委谭天哲，副政委何力山，教育长李玉萍，政治部主任胡志坚，教育科科长陈扬德，校务科科长李吉斌，供给科科长李立德，卫生科副科长刘金生，通讯教育科长潘志勇。苏联专家鲁可雅诺夫担任三分校总顾问。1951年底，谭天哲调离三分校。1952年5月，胡志坚调任四分校副政委，赵凯调任三分校副政委，阎振调任三分校政治部主任。下设信号科、机务科和通信科三个专业。信号科主要学习海军旗语等内容，机务科主要培养学员熟练掌握制造、使用通信机器的能力，通信科则以培训收、发报等通信业务操作人员为主。1952年后再增设舰管、雷达、声纳专业，共计六个专业。学制两年。后任：李玉萍（副校长），严东升（副校长），阎振（政治处主任），潘志勇（教育办公室主任/训练处处长），杨更生（军务办公室主任），李盛林（干部处副处长）
  - 第四分校（舰务分校）：驻南京草鞋峡[9]。校长祝平安，政委袁超。
- 1952年1月17日，海军发出“海军司令部007号（办）通知”：经军委批准，海军联合学校和下属四个分校，由南京和安庆一并迁驻青岛[9]。校部及一分校进驻湛山大路2号，二分校进驻登州路77号（后迁至湛山大路26号），三分校、四分校进驻沙岭庄。1952年7月搬迁完成。
- 1952年9月26日，中央军委决定，海军联合学校更名中国人民解放军第二海军学校。校长夏光，政委宋景华。下属各分校不变。1954年1月1日，第二海军学校举行授旗典礼，接受了海军转军委授予第二海军学校以军一级军旗和分校以师一级军旗。
- 1954年4月11日，更名中国人民解放军第五海军学校，校长夏光/1955年底李锐，政委宋景华/1955年康庄。
- 1953年2月，海军联合学校第一分校水中武器专业毕业生林有成在朝鲜清川江口布设水雷，炸沉美军登陆舰一艘，是中华人民共和国海军第一次出国作战。
- 1957年9月27日，第五海军学校第三分校分出独立，升格为中国人民解放军海军通信学校，培养海军初，中级通信指挥和技术军官。设通信指挥系（王赞理）、通信工程系（宫宪瑞）、雷达工程系（冀守廉）。三分校从1950年建立到1957年升级改建，共培训四期学员，计3740人（为朝鲜代培2批雷达班学员计27人）。校址仍在青岛沙岭庄大沙支路4号院内。学校下设校办公室、政治部、干部部、队列部、物资保障部、训练部、通信系(1系)、雷达声纳系（2系）。后为中国人民解放军海军电子工程学院。

中国人民解放军海军政治学院
- 1957年9月27日，国防部命令，以第三海军学校、第五海军学校的兵器、机械、舰务三所分校为基础，成立中国人民解放军海军高级专科学校（海军高专）。刘中华任校长，康庄任政治委员[10]。驻青岛市湛山大路2号。
- 1958年4月，海军政治学校、海军后勤学校并入[10]。
  - 中国人民解放军海军政治学校：1952年7月，以华东军区第十兵团第八十五师船管团、第二十八军和第三十一军船管团等为基础，在青岛组建中国人民解放军海军政治干部学校。主要培训海军舰艇、海岸炮兵、航空兵部队连、营级政治干部。刘道生兼任校长，阚中一任副校长。驻青岛市湛山大路2号[8]（一说成立于馆陶路22号，含馆陶路9号、13号、24号，后迁往登州路77号）。1955年11月，更名中国人民解放军海军政治学校。
  - 中国人民解放军海军后勤学校：1952年7月，在青岛组建中国人民解放军海军后勤业务学校。1952年10月6日改称中国人民解放军海军后勤学校。刘仕香任校长，袁超任政治委员[8]。1953年4月4日迁往天津塘沽。
- 1960年4月19日，更名中国人民解放军海军高级学校。
- 1963年，已设有舰艇长系（培训水面舰艇正副舰艇长）、舰艇政治系（培训舰艇政治委员、政治指导员）、业务长系（培训舰艇大队和支队的航海、枪炮、鱼雷、水雷、防化等业务长）、参谋系（培训各级司令部参谋、技术侦察干部）、后勤系（培训战勤指挥干部、后勤保障干部）、导弹艇长系共6个系，教员300多人[10]。
- 1963年5月7日，改建中国人民解放军海军政治学校（海政校），校长康庄少将，政委吴罡少将，执行军级权限，位于青岛。
- 1963年，中国人民解放军海军指挥学院政治系分出，并入海军政治学校。
- 1969年2月19日，撤销海军政治学校。
- 1977年12月12日，海军命令，重建中国人民解放军海军政治学校，执行军级权限。1978年3月，在北京组建。1978年6月27日，迁驻大连[6]。
- 1986年6月，升格中国人民解放军海军政治学院。
- 1992年8月，撤销海军政治学院，成为中国人民解放军海军指挥学院分院。
- 1993年6月，恢复独立。
- 1999年6月，经中央军委批准，海军政治学院并入海军大连舰艇学院，组成海军大连舰艇学院政治系[5]。

## 历任领导
中国人民解放军海军大连舰艇学院
| 院长 1. 萧劲光（1949年—1952年，海军学校校长） 2. 陈福章（1952年—1954年，第一海军学校校长） 3. 王志廉 大校（1955年—1957年，第一海军学校校长） 4. 左爱 少将（1957年—1962年，海军指挥学校校长） 5. 高立忠 少将（1962年2月—1963年，海军指挥学校校长） 6. 白兆麟（1963年—1966年，海军指挥学校校长） 7. 柳条（1966年8月—1978年，海军指挥学校、第一海军学校、海军水面舰艇学校、海军第一水面舰艇学校校长） 8. 武毅（1977年—1979年，海军第一水面舰艇学校校长） 9. 白兆麟（1981年—1983年，海军第一水面舰艇学校校长；1983年—1984年，海军水面舰艇学院院长） 10. 冯洪达 海军少将（1985年8月—1990年1月，海军水面舰艇学院、海军大连舰艇学院院长） 11. 姜可续 海军少将（1990年1月—1992年6月） 12. 陈庆季 海军少将（1992年12月—1994年12月） 13. 吴胜利 海军少将（1994年12月—1997年10月） 14. 张展南 海军少将（1997年10月—2000年4月） 15. 郑宝华 海军少将（2000年4月—2005年） 16. 刘新华 海军少将（2005年—2008年） 17. 杨骏飞 海军大校（2008年—2010年） 18. 沈金龙 海军少将（2010年—2011年） 19. 姜国平 海军少将（2011年—2014年10月） 20. 李玉杰 海军少将（2014年10月—2015年9月） 21. 严正明 海军少将（2015年9月—） 22. 王显峰 海军少将（时间不详）） | 政治委员 1. 萧劲光（1949年—1950年，海军学校校长兼政治委员） 2. 袁意奋（1950年—1954年，海军学校、第一海军学校政治委员） 3. 李东野 大校（1954年—？，第一海军学校政治委员） 4. 赵昭（1954年—1958年，第一海军学校、海军指挥学校政治委员） 5. 吴罡 少将（1958年—1963年，海军指挥学校政治委员） 6. 高立忠 少将（1963年—1964年5月免职休养，海军指挥学校政治委员） 7. 王俊杰 大校（1964年—1970年，海军指挥学校政治委员） 8. 南平波（1970年—1977年，第一海军学校、海军水面舰艇学校政治委员） 9. 何明智（1977年10月—1981年11月，海军第一水面舰艇学校政治委员） 10. 王振耀（1981年—1983年，海军第一水面舰艇学校、海军水面舰艇学院政治委员） 11. 马木林（1983年—？，海军水面舰艇学院政治委员） 12. 张海云（1984年—1985年7月，海军水面舰艇学院政治委员） 13. 赵锡江 海军少将（？—1990年，海军水面舰艇学院、海军大连舰艇学院政治委员） 14. 刘兆恩 海军少将（1990年—1995年） 15. 辛华文 海军少将（1995年—1999年） 16. 罗挺 海军少将（1999年—2008年） 17. 康非 海军少将（2008年—2012年） 18. 李建军 海军少将（2012年—2015年1月） 19. 傅耀泉 海军少将（2015年1月—） 20. 苏寅生 海军少将（时间不详） |

中国人民解放军海军政治学院
| 院长 - 邓兆祥（1950年—1952年，海军舰艇学校、海军快艇学校校长） - 马忠全（1952年—1955年，第三海军学校校长） - 冰野（1955年—1957年，第三海军学校校长） - 张爱萍（1949年—1950年，华东军区海军学校校长） - 夏光（1950年—1955年，华东军区海军学校、海军联合学校、第二海军学校、第五海军学校校长） - 李锐（1955年—1957年，第五海军学校校长） - 刘道生（1952年—1957年，海军政治干部学校、海军政治学校校长） - 吴西（1957年—1958年，海军政治学校校长） - 刘仕香（1952年—1954年，海军后勤学校校长） - 张文进（1954年—1957年，海军后勤学校校长） - 刘中华（1957年—？，海军高级专科学校校长） - 康庄（1963年—1969年，海军政治学校校长） - 孙鸿志（1977年—？，海军政治学校校长） - 宋千（？—？，海军政治学校校长） - [[]]（？—？，海军政治学院院长） | 政治委员 - 朱军（1950年—1953年，海军舰艇学校、海军快艇学校、第三海军学校政治委员） - 石烽 大校（？—1957年，第三海军学校政治委员） - 张爱萍（1949年—1950年，华东军区海军学校校长政治委员） - 孔繁彬（1950年—1952年9月，华东军区海军学校、海军联合学校、第二海军学校政治委员） - 宋景华（1952年—1955年，第二海军学校、第五海军学校政治委员） - 康庄（1955年—1957年，第五海军学校政治委员） - 吴罡（1955年—1958年，海军政治学校政治委员） - 袁超（1952年—？，海军后勤学校政治委员） - 康庄（1957年—？，海军高级专科学校校长） - 吴罡（1963年—1969年，海军政治学校政治委员） - 孙鸿志（1977年—？，海军政治学校校长兼政治委员） - 胡汉生（？—？，海军政治学校政治委员） - 林青（？—？，海军政治学校政治委员） - 张志毅 海军少将（？—？，海军政治学校、海军政治学院政治委员） - [[]]（？—？，海军政治学院政治委员） |

## 专业设置
1986年学校定名为海军大连舰艇学院，并拥有工学学士学位授予权。1995年12月，学院被定为全军“研究生建设重点院校”，并拥有理学和工学学士、硕士学位授予权。随着海洋测量专业的设立，学院开始面向地方高中及部队招收少量女学员。2000年学院开始博士研究生教育。
截至2017年，学校拥有7个本科专业、多个现职军官培训（轮训）专业、15个硕士学位授权点、2个博士学位授权点、5个博士后科研流动站，2个全军“2110工程”重点建设学科领域点、2个军队院校重点实验室、3个全军重点学科、1个国家重点学科，是中华人民共和国唯一的国际海道测量师A级、B级授权认证培训单位和国际海图制图师A级授权认证培训单位，也是世界上唯一一家“双A级”培训单位，是全军“2110工程”整体条件重点建设院校和研究生教育重点建设院校。2017年时的7个本科专业是：
- 航海技术
- 通信工程
- 电子信息工程
- 武器系统与工程
- 探测制导与控制技术
- 测绘工程
- 军事海洋学[2]

## 校区
学校仅有一个校区，即校本部。
- 本部（辽宁省大连市中山区解放路667号）

学校拥有中国人民解放军全军院校唯一的训练舰支队，2017年时辖有舰艇、舢舨、帆船等各类舰船40余艘，其中包括郑和舰、世昌舰、戚继光舰等大型现代化远洋训练舰。
- 训练舰支队编制[2]：
  - 81舰（郑和号训练舰）[2]
  - 82舰（世昌号国防动员舰）[2]
  - 83舰（戚继光号训练舰）[2]
  - 86舰（破浪号风帆训练舰）
  - 517南平舰（053H型护卫舰）现已退役[22]
  - 544旅顺舰（053H1型护卫舰）现已退役[23][24]
  - 562江门舰（053H1G型护卫舰）
  - 563肇庆舰（053H1G型护卫舰）
  - 564宜昌舰（053H3型护卫舰）
  - 565葫蘆島舰（053H3型护卫舰）
  - 927云台山舰（坦克登陆舰）

## 学员

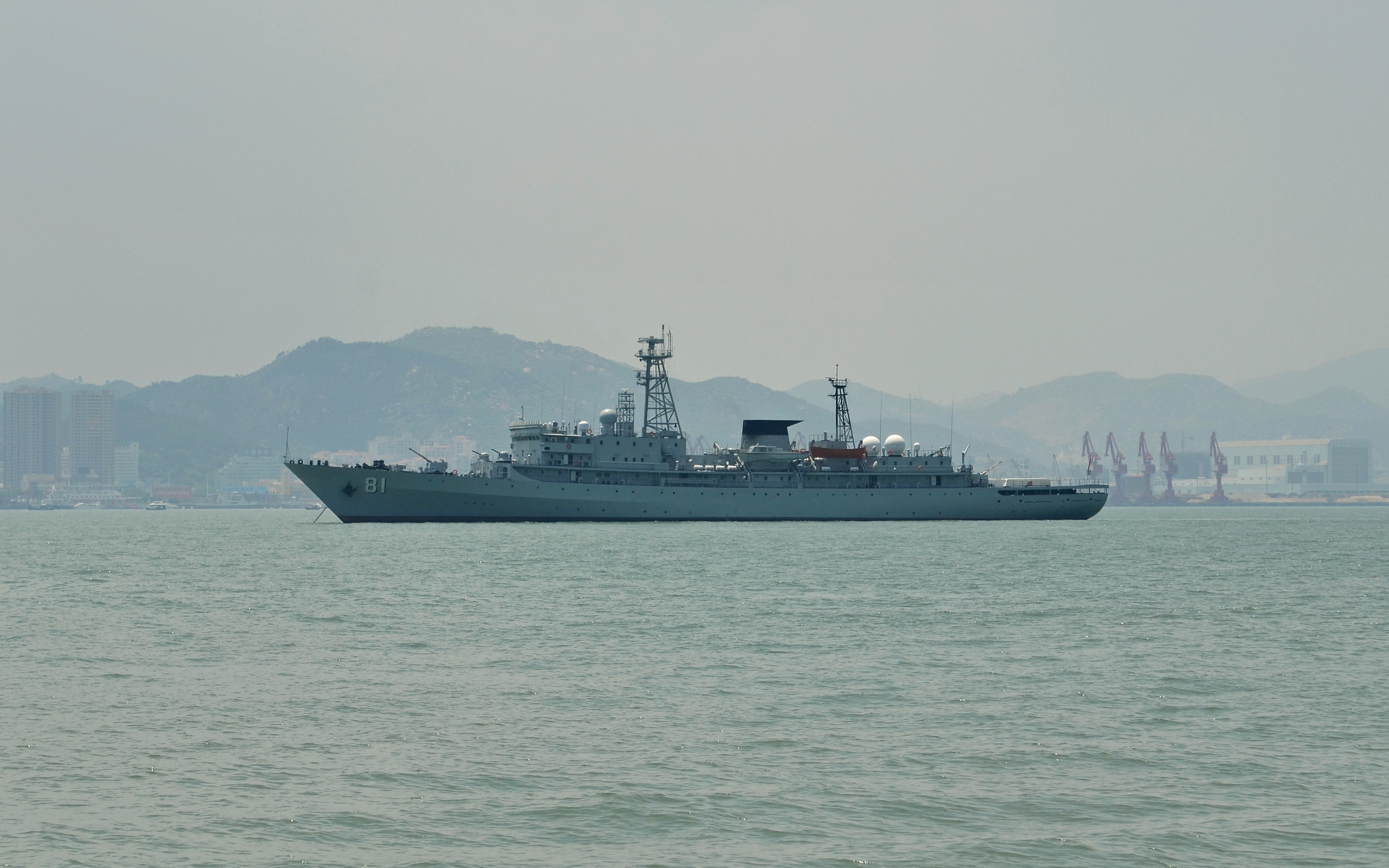
郑和号训练舰

海军大连舰艇学院的学员旅统一集中管理在校学员，是中国人民解放军各军事院校中第一个学员旅，曾获中央军委副主席刘华清题词“军校第一旅”。
本科学员除接受本科教育外，还要要接受一系列军事训练。
- 海上科目训练：学员利用暑假和其他假期分配至海军舰艇部队进行实习，增加工作经验。在海上学习海军基本知识，锻炼军事素质。学员也会跟随学院的舰船出访其他国家[2]。
- 舢板横渡渤海海峡训练：学员参加暑期的舢板横渡渤海海峡训练。舰艇学院舢板队由辽宁大连出发，靠海军学员们人力划动舢板，横渡渤海海峡，到达山东半岛。再由山东半岛原路返回[2]。
- 千人大方队训练：大连舰艇学院创造了“千人大方队”，由学院旅千余名学员编成一个方队，方队队形在行进中不断变化，时而呈现出“V”字象征胜利，时而呈现为楔形、菱形[2][26]。
- 国庆阅兵：自1950年以来，中华人民共和国在天安门广场举行的历次国庆阅兵，其徒步方队中的海军方队都由海军大连舰艇学院派出学员组成。该院学院已经参加了1950、1951、1952、1953、1954、1955、1956、1957、1958、1959、1984、1999、2009年的国庆阅兵[27]。